# Matheus Alves
Matheus Leandro Alves (sinh ngày 19 tháng 5 năm 1993) là một cầu thủ bóng đá Brasil thi đấu cho đội bóng Malaysia Pahang cho mượn từ Fluminense, ở vị trí tiền vệ tấn công.

## Thống kê sự nghiệp
Tính đến trận đấu diễn ra ngày 24 tháng 5 năm 2017.
| Câu lạc bộ          | Mùa giải            | Giải vô địch          | Giải vô địch | Giải vô địch | Cúp Quốc gia | Cúp Quốc gia | Cúp Liên đoàn | Cúp Liên đoàn | Châu lục | Châu lục  | Tổng    | Tổng      |
| Câu lạc bộ          | Mùa giải            | Hạng đấu              | Số trận      | Bàn thắng    | Số trận      | Bàn thắng    | Số trận       | Bàn thắng     | Số trận  | Bàn thắng | Số trận | Bàn thắng |
| ------------------- | ------------------- | --------------------- | ------------ | ------------ | ------------ | ------------ | ------------- | ------------- | -------- | --------- | ------- | --------- |
| Istres (mượn)       | 2013–14             | Ligue 2               | 18           | 2            | 1            | 0            | 0             | 0             | –        | –         | 19      | 2         |
| Istres (mượn)       | 2014–15             | Championnat National  | 1            | 0            | 1            | 0            | 0             | 0             | –        | –         | 2       | 0         |
| Istres (mượn)       | Tổng                | Tổng                  | 19           | 2            | 2            | 0            | 0             | 0             | -        | -         | 21      | 2         |
| Lahti               | 2015                | Veikkausliiga         | 32           | 12           | 1            | 0            | 0             | 0             | 2        | 1         | 35      | 13        |
| Gangwon             | 2016                | K League 2            | 29           | 8            | 0            | 0            | –             | –             | –        | –         | 29      | 0         |
| Pahang              | 2017                | Malaysia Super League | 13           | 14           | 0            | 0            | –             | –             | –        | –         | 13      | 14        |
| Tổng cộng sự nghiệp | Tổng cộng sự nghiệp | Tổng cộng sự nghiệp   | 93           | 36           | 3            | 0            | 0             | 0             | 2        | 1         | 98      | 37        |